# Ermita de La Lugareja
La ermita de la Lugareja o iglesia de Santa María de Gómez Román es una ermita, que se encuentra a 1,5 km al sur de la localidad abulense de Arévalo, considerada uno de los más destacados monumentos del mudéjar. Una maqueta a escala de este edificio se encuentra en el Parque temático Mudéjar de Olmedo.
Construida en el siglo XII, el edificio que se conserva fue la cabecera de la iglesia del convento cisterciense de Santa María de Gómez Román. Este fue mencionado por primera vez en abril de 1179 y abandonado hacia 1240 por sus ocupantes —canónigos—, momento en el que fue entregado a monjas de la orden del Císter. Cuenta con un ábside triple decorado con una serie de arcos. Sobre el crucero se encuentra un cimborrio montado en el interior a base de una cúpula sobre pechinas, decorado en la parte exterior por una serie de siete arcos de ladrillo en cada fachada. 
La ermita pertenece a la diócesis de Ávila y fue declarada monumento histórico-artístico el 4 de junio de 1931.
A pesar de ser propiedad del obispado, los dueños de la finca en que se inscribe no permiten el paso a la misma salvo una hora a la semana, los miércoles de 13 a 14 horas.